# Alberto Baldovino
Alberto Baldovino fue un futbolista peruano que jugaba como delantero y jugó en clubes de Perú, Venezuela y México. Nació en el 13 de abril de 1917 en el Callao, sus padres fueron Alberto Baldovino y Aurora La Rosa.
Falleció el 23 de mayo de 1997 a los 80 años. Estuvo casado con María Emilia Moreno Calderón.

## Selección nacional

### Participaciones en Copa América
| Copa              | Sede | Resultado |
| ----------------- | ---- | --------- |
| Copa América 1939 | Perú | Campeón   |

## Clubes
| Club                      | País      | Año         |
| ------------------------- | --------- | ----------- |
| Alianza Frigorífico       | Perú      | 1933-1934   |
| Sport Boys                | Perú      | 1935        |
| Universitario de Deportes | Perú      | 1936-1938   |
| Sport Boys                | Perú      | 1939-1945   |
| Deportivo Español         | Venezuela | 1946-1947   |
| Universitario de Deportes | Perú      | 1947        |
| Veracruz                  | México    | 1948-1949   |
| Escuela Militar           | Venezuela |             |
| KDT Nacional              | Perú      | 1954        |
| Unión Callao              | Perú      | 1955        |
| Porvenir Miraflores       | Perú      | 1956        |
| KDT Nacional              | Perú      | 1957 - 1958 |

## Palmarés

### Campeonatos nacionales
| Título                        | Club              | País      | Año  |
| ----------------------------- | ----------------- | --------- | ---- |
| Primera División del Perú     | Sport Boys        | Perú      | 1935 |
| Primera División del Perú     | Sport Boys        | Perú      | 1942 |
| Primera División de Venezuela | Deportivo Español | Venezuela | 1946 |